# Griffon bleu de Gascogne
Pour les articles homonymes, voir Bleu de Gascogne.
Le griffon bleu de Gascogne est une race de chien d'origine française. C'est un chien courant de taille moyenne et de type griffon, à la robe bleue marquée de taches noires, à poil dur. La race est utilisée comme chien de chasse.

## Historique
Tous les chiens bleus de Gascogne sont issus de croisements d'anciens chiens courants français dont le chien de Saint-Hubert. Le grand bleu de Gascogne est cependant considéré comme le précurseur des autres races bleues de Gascogne. D’origine pyrénéenne, le griffon bleu de Gascogne est issu du croisement entre un chien bleu de Gascogne de taille moyenne et un griffon. Après avoir été en voie d’extinction, la race connaît actuellement un regain de ses populations, notamment grâce au travail du club de la race.

## Standard

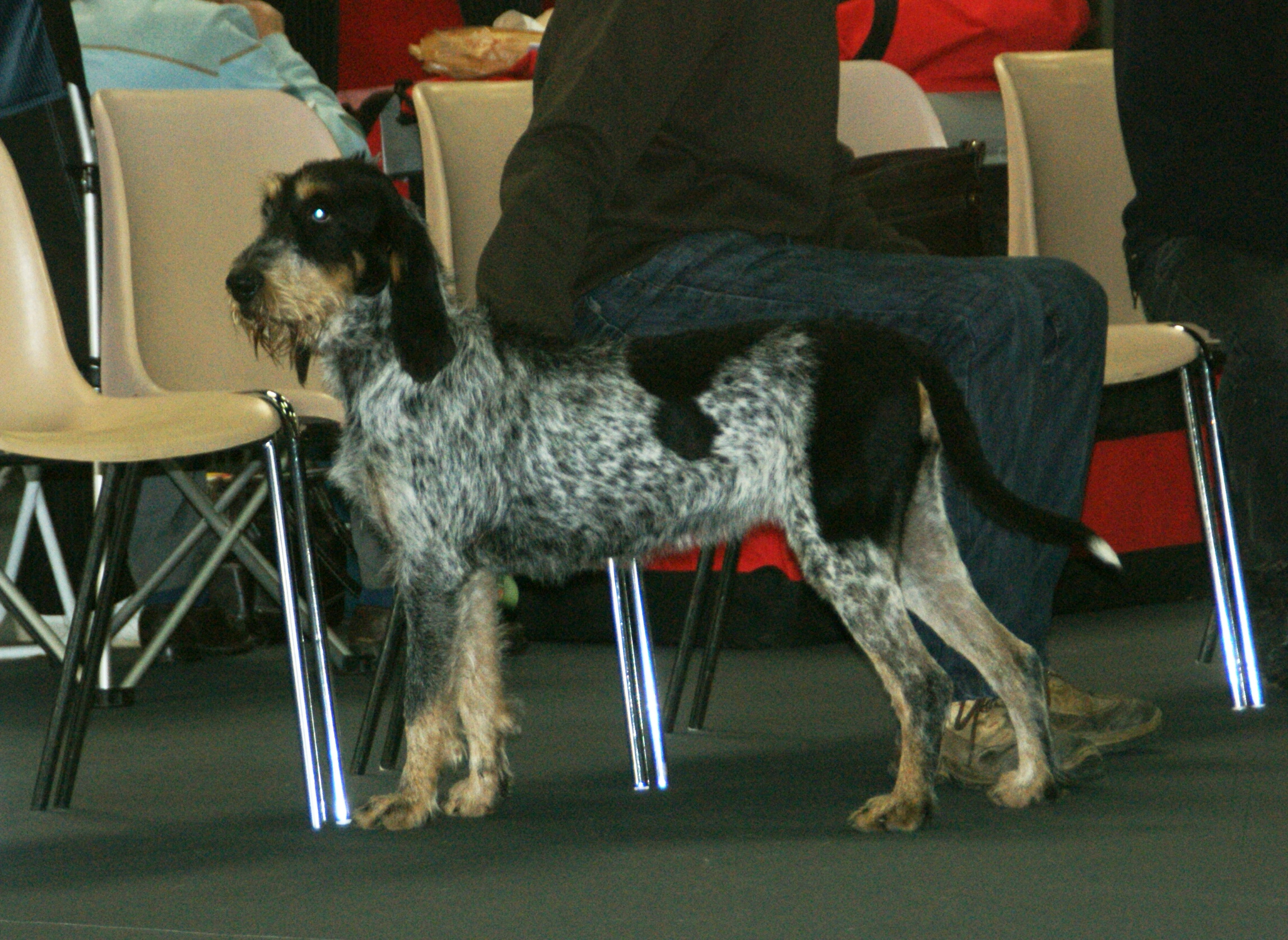
Griffon bleu de Gascogne.

Le griffon bleu de Gascogne est un chien de type griffon de taille moyenne et d'apparence rustique et solidement construit. La queue est assez poilue, atteignant juste la pointe du jarret et portée gaiement en lame de sabre. Le crâne est légèrement bombé et pas trop large vue de face. Vu de dessus, l'arrière du crâne est de forme ogivale. Le stop est peu accentué. De forme ovale, les yeux sont châtain foncé. Attachées juste en dessous de la ligne de l’œil, les oreilles sont souples, papillotées sans excès et peu pointues et atteignent l'extrémité de la truffe. 
Le poil est dur, rêche et hirsute. Un peu plus court sur la tête, les sourcils sont fournis sans recouvrir les yeux. La robe est mouchetée noir et blanc, donnant un reflet bleu ardoisé, marquée ou non de taches noires plus ou moins étendues. Deux taches noires sont généralement placées de chaque côté de la tête et couvrent les oreilles et le pourtour des yeux. Ces taches ne se rejoignent pas sur le sommet du crâne : une petite tache noire ovale se trouve fréquemment dans l'intervalle blanc. Deux marques feu plus ou moins vives sont placées au-dessus de l’arcade sourcilière. Des traces feu sont présentes aux joues, aux babines, à la face interne de l’oreille, aux membres et sous la queue.

## Caractère
Le tempérament du griffon bleu de Gascogne est décrit comme éveillé voire grouillant et très affectueux dans le standard de la FCI. Les bleus de Gascogne en général sont considérés comme dociles et très attachés à leur maître, très doux avec les enfants et sociables avec les autres chiens.

## Utilité
Le griffon bleu de Gascogne est un chien de chasse très polyvalent, utilisé en solo pour la chasse à tir du lièvre, mais également du sanglier. C'est une race au nez fin, bien gorgée, appliquée et entreprenante dans sa façon de chasser.
Le caractère agréable du griffon bleu de Gascogne peut en faire un bon chien de compagnie, toutefois, il est avant tout construit comme un chien de chasse et demande beaucoup d'activité physique et d'espace.